# The Oracles (wiersz)
The Oracles – wiersz angielskiego poety, a zarazem filologa klasycznego, Alfreda Edwarda Housmana,  opowiadający o epizodzie z wojen perskich, mającym miejsce na krótko przed Bitwą pod Termopilami, kiedy to Leonidas, król Sparty, zasięgnął porady wyroczni w Dodonie w sprawie wyprawy przeciwko nadciągającym Persom. Utwór jest krótki, liczy szesnaście siedmiostopowych wersów jambicznych zebranych w balladowe strofy czterowersowe z rymem krzyżowym (abab).

The king with half the East at heel is marched from lands of morning;
Their fighters drink the rivers up, their shafts benight the air.
And he that stands must die for nought, and home there’s no returning.
The Spartans on the sea-wet rock sat down and combed their hair.

Omawiany utwór należy do cyklu Last Poems, wydanego w całości w 1922.